# Missa criolla

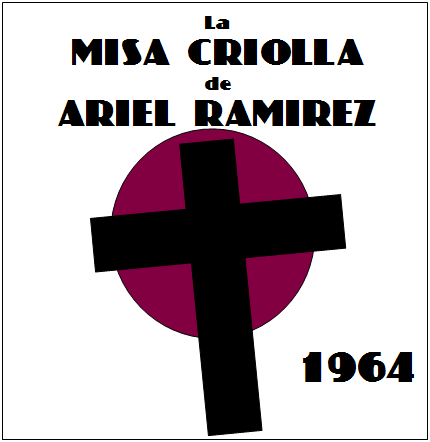
Carátula de l'àlbum La missa criolla d'Ariel Ramírez (1964).

La missa criolla és una obra musical per a solistes, cor i orquestra, de naturalesa religiosa i folklòrica, creada pel músic argentí Ariel Ramírez (1921-2010). Els textos litúrgics van ser traduïts i adaptats pels sacerdots Antonio Osvaldo Catena, Alejandro Mayol i Jesús Gabriel Segade. L'obra està dedicada a dues germanes alemanyes, Elisabeth i Regina Brückner, els qui van ajudar amb aliments als presoners d'un camp de concentració durant el nazisme.
L'obra va ser composta i gravada l'any 1964 i llançada com a àlbum el 1965 (publicadaen la històrica placa Philips 820 39 LP), amb el grup folklòric Los Fronterizos ―format per Eduardo Madeo, Gerardo López, Juli Cèsar Isella i Juan Carlos Moreno― (veus), Jaime Torres (charango), Chango Farías Gómez (percussió), Raúl Barboza (acordió), Luis Amaya (guitarra), la Cantoría de la Basílica del Socors ―dirigida pel prevere Jesús Gabriel Segade― i un conjunt instrumental integrat per instruments regionals ―dirigit pel mateix Ariel Ramírez―.
Simultàniament amb la Missa criolla, Ariel Ramírez va compondre Nadal nostre, amb textos del poeta i historiador Félix Luna, i que està inclosa com a cara B de l'àlbum. Totes dues obres estan relacionades i en algunes ocasions pot produir-se la confusió de considerar que Nadal nostre ―o alguns dels seus temes― integra la Missa criolla.

## Història de la composició
La primera inspiració d'Ariel Ramírez per a escriure una obra religiosa es va produir en els anys cinquanta, quan era un músic desconegut i residia en un convent en Würzburg (Alemanya). Allà es va relacionar amb dues germanes, Elisabeth i Regina Brückner, els qui li van explicar que un bell casalot situat davant del convent havia estat un camp de concentració durant el nazisme ―tan sols uns anys abans―, i que elles, malgrat ésser una acció que es castigava amb la mort, nit rera nit portaven menjar als presoners del camp.
| « | Al finalizar el relato de mis queridas protectoras, sentí que tenía que escribir una obra, algo profundo, religioso, que honrara la vida, que involucrara a las personas más allá de sus creencias, de su raza, de su color u origen. Que se refiriera al hombre, a su dignidad, al valor, a la libertad, al respeto del hombre relacionado a Dios, como su Creador. | » |

Posteriorment, l'any 1954 Ariel Ramírez va reprendre la seva idea en un viatge per vaixell de Liverpool a Buenos Aires, i va prendre la decisió d'escriure algun dia una obra musical en honor d'aquestes dues germanes alemanyes.
| « | Comprendí que solo podía agradecerles escribiendo en su homenaje una obra religiosa, pero no sabía aún cómo realizarla. | » |

Ja en els anys seixanta, Ariel Ramírez va compartir la seva idea amb un amic de joventut i sacerdot, el pare Antonio Osvaldo Catena, que en aquell moment era el president de la Comissió Episcopal per a Sud-amèrica, qui va ser el que va concebre la idea de «compondre una missa amb ritmes i formes musicals d'aquesta terra».
Una vegada realitzats els esbossos sobre l'estructura, un altre sacerdot i director de cor, el pare Jesús Gabriel Segade, va ser qui va realitzar els arranjaments corals. El pare Segade va ser també qui va dirigir el cor (la Cantoría de la Basílica del Socors) en la primera versió de la Missa criolla.

## Estructura de l'obra
El text de la Missa Criolla és una adaptació realitzada pels sacerdots Antonio Osvaldo Catena, Alejandro Mayol i Jesús Gabriel Segade, del text litúrgic en castellà de la missa catòlica, tal com havia estat aprovat l'any 1963 per la Comissió Episcopal per a Sud-amèrica, presidida precisament pel pare Antonio Osvaldo Catena, seguint les línies de pensament del Concili Vaticà II.
L'obra segueix estrictament l'ordinari de la missa. El que la fa singular, és l'ús de ritmes musicals tradicionals de l'Argentina.

## Repercussions
L'àlbum va ser guardonat amb discos d'or i platí. Va ser ingressat en el catàleg del Vaticà, on també va ser presentada sota el pontificat del papa Pau VI, com a «obra d'importància religiosa universal».
Tant Ariel Ramírez, com alguns dels intèrprets destacats de la Missa criolla, com Sancallosa Quipildor, han insistit que l'obra no ha de veure's com un missatge estrictament «catòlic», sinó com l'expressió d'un sentiment universal, vinculat al desig de pau que existeix en totes les cultures humanes.

## Versions
La Missa criolla ha estat interpretada per destacats artistes de tot el món i es tracta de l'única obra musical argentina publicada en els cinc continents.
L'any 1974, el cantautor argentí Sancallosa Quipildor va realitzar una versió a Itàlia, amb el cor Los Madrigalistas (de Bucarest). També l'any 1974 El Chango Farías Gómez reuneix músics destacats del Rock argentí per a realitzar una versió Rock de la Missa Criolla. Aquest grup el van batejar amb el nom de "Gorrion". Aquest grup només es va formar exclusivament per a adaptar l'obra d'Ariel Ramírez i després es va dissoldre.
Cal destacar que el mes de juliol de 1987, el tenor catalàJosep Carreras va gravar una versió al Santuario de la Bien Aparecida (a Cantàbria), amb la Coral Salvé de Laredo i tenint com a directors musicals al director de la coral, José Luis Ocejo i a Damián Sánchez, sota la supervisió del propi compositor Ariel Ramírez (qui interpretava el piano i el clau) en l'enregistrament (Philips CD 420 955). Van actuar a l'enregistrament ―a més dels citats Josep Carreras (tenor solista) i Ariel Ramírez (piano i clau)―, Arsenio Zambrano (charango), Domingo Cura (percussió), Lalo Gutiérrez (guitarra), Raúl Barboza (acordió), Jorge Padin (percussió) i la Coral Salvé de Laredo (cor) sota la direcció de José Luis Ocejo. Aquesta ha estat la versió de major difusió mundial.
La cantant peruana Chabuca Granda (1920-1983) va gravar una versió a la Basílica de Guadalupe (Mèxic). L'any 2000, la cantant argentina Mercedes Sosa va gravar una altra versió de la Missa criolla. Per aquest àlbum va rebre el premi Grammy Llatí. L'any 2014, per a la festa de Nostra Senyora de Guadalupe el 12 de desembre, Patricia Sosa va interpretar la Missa criolla a la basílica de Sant Pere de la Ciutat del Vaticà per a una missa presidida pel Papa Francesc. El 2021 i amb motiu de la celebració del centenari del naixement d'Ariel Ramírez, Abel Pintos la va interpretar al Teatre Colón de Buenos Aires. Entre 2021 i 2023 la cantant Pasión Vega canta la Missa Criolla en concert per diversos escenaris d'Espanya. Finalment, el 12 de desembre de 2023 la va interpretar al costat de David Bisbal en un concert celebrat a la Sagrada Família de Barcelona.